# Keith Bassford
Keith Bassford (født 1949) er en engelsk grafiker og designer, der har designet de tre frimærker, som er blevet udgivet i anledningen af Rosenborg Slots 400-års jubilæum.
Keith Bassford er uddannet fra The London College of Printing i 1970 og har siden 1976 arbejdet freelance som grafisk designer. Han bor i Odense, hvor han sammen med sin kone Helle Borby har tegnestue og en workshop.